# Юнссон, Торбьёрн
Торбьёрн Юнссон (швед. Torbjörn Jonsson; 6 мая 1936, Лйусне, Евлеборг — 16 октября 2018, Norrköpings Sankt Olai, Эстергётланд) — шведский футболист, играл на позиции полузащитника. Становился лучшим футболистом Швеции 1960 года.

## Клубная карьера
Родился 6 мая 1936 года в Лйусне в коммуне Седергамн. Воспитанник футбольной школы местного футбольного клуба «Лйусне АИК».
Во взрослом футболе дебютировал в 1953 году выступлениями за команду клуба «Норрчёпинг», в которой провел семь сезонов, приняв участие в 148 матчах чемпионата.
Впоследствии с 1960 по 1963 годы играл в составе команд клубов «Реал Бетис», «Фиорентина» и «Рома».
Своей игрой за последнюю команду привлёк внимание представителей тренерского штаба клуба «Мантова», к составу которого присоединился в 1963 году. Отыграл за мантуйский футбольный клуб следующие четыре сезона своей игровой карьеры. Большиую часть времени, проведённого в клубе «Мантова», был основным игроком команды.
Завершил профессиональную игровую карьеру на родине, в своём первом профессиональном футбольном клубе, «Норрчёпинге». Пришёл в команду в 1967 году, и защищал её цвета до прекращения выступлений на профессиональном уровне в 1972 году.

## Выступления за сборную
В 1961 году дебютировал в официальных матчах в составе национальной сборной Швеции. В течение карьеры в национальной команде, которая длилась 10 лет, провёл в форме главной команды страны лишь 19 матчей, забив 2 гола.

## Достижения

### Личные
- Футболист года в Швеции: 1960[4]